# Bengta Olsson
Bengta Linnéa Olsson, född 10 mars 1906 i Indal, Västernorrlands län, död 27 juli 1991 i Stockholm, var en svensk barnboksförfattare som arbetade inom områden av socialt arbete.

## Biografi

### Uppväxt och skolgång
Bengta Olssons föräldrar Margareta Märta Ödén (1866–1935) från Ljustorp och bagaren Olof Olsson (1866–1907) från Borlunda bosatte sig i Indal. 1893 fick de dottern Elna, 1894 dottern Anna, 1896 dottern Esther, 1899 sonen Rulle och 1902 dottern Greta som dog redan 1926.

### Yrkesliv
Efter att hon hade tagit studenten flyttade Bengta Olsson snart till Stockholm och arbetade hon som korrekturläsare hos Nya Dagligt Allehanda och Norstedts Verlag. 
Olsson var med i Svenska lottakåren, och när Folke Bernadotte och Vita bussarna behövde frivilliga, var Olsson med och hjälpte på båtarna. Senare arbetade hon som frivillig hos Svenska Röda Korset i Tyskland och Polen. Tillbaka i Stockholm arbetade hon hos länsarbetsnämnden på arbetsvårdsexpeditionen.
På sin fritid skrev hon barnböcker, majoriteten hemma i Vällingby.

### Död
Bengta Olsson dog 1991 på Råcksta sjukhus i Stockholm. Hennes urna är gravsatt i Indal, som hon ville ha det, nära sina föräldrar.

## Författarskap
- Från småskolan till studenten, 1927
- Ulla-Brittas beredskapssommar, 1941
- Gänget på Skansen, 1955
- Hunden som gick i skola, 1959
- Lillsnickarfamiljen i dockskåpet, 1967
- Lillsnickarna liftar till Italien, 1969
- Lillsnickarna på Skansen, 1970
- Hos Höddi på Island, 1974
- Musen som åkte tunnelbana, 1975
- Hunden som gick i skola, 1975
- Rulle, 1976
- Åsa och farbror Hoho, 1978
- Barnen i Kvarndalen, 1978
- Märta och Macke, 1979
- Vi träffas igen, 1980
- Björnen som rymde, 1981
- Maria och kungens får, 1982
- Prästgårdsbarnen, 1984
- Hos mommo på sagoön, 1987